# Wahlen zum Repräsentantenhaus der Vereinigten Staaten 1820
Bei den Wahlen zum Repräsentantenhaus der Vereinigten Staaten 1820 wurden in den Vereinigten Staaten ab dem 3. Juli 1820 an verschiedenen Wahltagen die Abgeordneten des Repräsentantenhauses gewählt. Die Wahlen waren Teil der allgemeinen Wahlen zum 17. Kongress der Vereinigten Staaten in jenem Jahr, in dem auch ein Drittel der US-Senatoren gewählt wurde. Gleichzeitig fand auch die Präsidentschaftswahl des Jahres 1820 statt, die der populäre Amtsinhaber James Monroe von der Demokratisch-Republikanischen Partei gewann.
Zum Zeitpunkt der Wahlen bestanden die Vereinigten Staaten aus 23 Bundesstaaten (Alabama und Maine waren als neue Staaten hinzugekommen). Die Zahl der zu wählenden Abgeordneten betrug 187. Die Sitzverteilung im Repräsentantenhaus basierte auf der Volkszählung von 1810. Bei den Wahlen verlor die Demokratisch-Republikanische Partei des Präsidenten zwar fünf Sitze an die Föderalisten, die Ursache hierin lag aber nicht in einem großen Umschwung zugunsten der Föderalisten, sondern an innenpolitischen Problemen in einigen ländlichen östlichen Regionen. Die Demokratisch-Republikanische Partei stellte knapp 83 Prozent der Abgeordneten. Hinzu kam auch noch eine große Zufriedenheit der Amerikaner mit der Politik von Präsident James Monroe (Era of good feeling), die sich in dessen klarer Wiederwahl zeigte. Die Wahl von 1820 war für viele Jahre die letzte so eindeutige Wahl zugunsten einer Partei. In den folgenden Jahren kam es zu einem Umbruch der Parteienlandschaft in den Vereinigten Staaten und zum Bruch der bis dahin staatstragenden Demokratisch-Republikanischen Partei. Es gab dann vorübergehend mehr als zwei Parteien bzw. Parteifraktionen und knappere Wahlergebnisse.
Frauen und Sklaven waren weder wahlberechtigt noch wählbar. In vielen Bundesstaaten waren auch freie Afroamerikaner von der Wahl ausgeschlossen. Das Wahlrecht für freie Männer war außerdem an einen gewissen Grundbesitz oder an ein bestimmtes Steueraufkommen gebunden.

## Wahlergebnis
- Demokratisch-Republikanische Partei: 155 (160) Sitze
- Föderalistische Partei: 32 (26) Sitze

Gesamt: 187
In Klammern sind die Ergebnisse der letzten regulären Wahlen von 1818. Veränderungen im Verlauf der Legislaturperiode, die nicht die Wahlen an sich betreffen, sind bei diesen Zahlen nicht berücksichtigt, werden aber im Artikel über den 16. Kongress im Abschnitt über die Mitglieder des Repräsentantenhauses bei den entsprechenden Namen der Abgeordneten vermerkt. Das Gleiche gilt für Wahlen in Staaten, die erst nach dem Beginn der Legislaturperiode der Union beitraten. Daher kommt es in den Quellen gelegentlich zu unterschiedlichen Angaben, da manchmal Veränderungen während der Legislaturperiode in die Zahlen eingearbeitet wurden und manchmal nicht.